# Weipoortseweg 54
De boerderij aan de Weipoortseweg 54 is een rijksmonument in Weipoort, gemeente Zoeterwoude.
De boerderij is gebouwd in de 17e eeuw en is mogelijk een langhuisboerderij. Het heeft een rieten dak en is voorzien van vlechtingen en muurankers. Links is de opkamer. Er is sprake dat de opkamer tijdens de Republiek der Verenigde Nederlanden heeft dienst gedaan als katholieke schuilkerk. Dit is gebleken uit het maalkruis die zich op de voorgevel bevindt. Tevens bevinden zich boven de kelderluiken afweerkruisen.

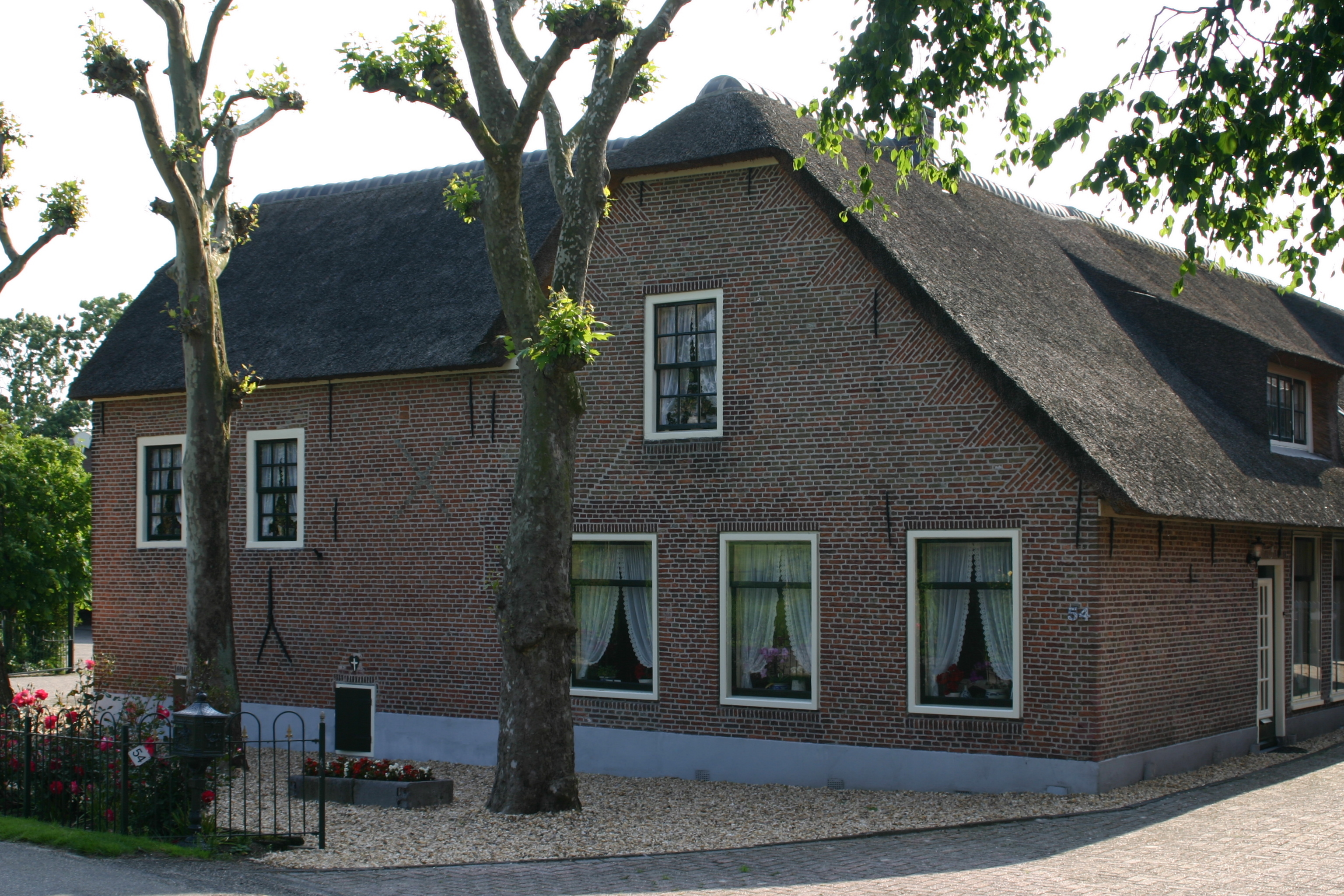
Weipoortseweg 54